# Villa Berkhout (Kadaň)
Villa Berkhout (čp. 829) je vilový dům v předměstské části dříve známé jako Svatovojtěšská čtvrť v Kadani. Až do roku 1945 náležela vila ke Klášterecké ulici (dříve Vernéřovská), v současné době je však adresou přiřazena k ulici Alešově (dříve Schubertova). Autorem projektu je kadaňský vilový architekt a stavitel Johann Petzet, který jej vyhotovil pro Nizozemku Leocadii Aloysii Annu Marii Berkhout. Ovdovělá Leocadie Berkhout se ve vile usadila se svými čtyřmi dětmi koncem roku 1925.

## Výstavba
Stavbu Villy Berkhout si u věhlasného kadaňského vilového architekta a stavitele, autora mnoha dalších kadaňských vil (Villa Jaklin, Villa Löwy, Villa Schulz, Villa Mayrl, …), objednala Leocadie Berkhout. Projekt a výstavbu financovala z dědictví po svém manželovi Gerardovi Maria Berkhoutovi. Projekt vznikal v době od července do prosince 1925. Již koncem roku 1925 byla vila po úřední kolaudaci obyvatelná a rodina Leocadie Berkhout zde žila až do srpna 1945. Po následné nepříliš citlivé rekonstrukci si však vila zachovala jen zlomek své původní výraznosti vycházející z unikátního projektu Johanna Petzeta.

## Majitelé
Stavebníkem a prvním majitelem vily byla nizozemská občanka Leocadia Aloysia Anna Maria Berkhout (*1893), rozená Klobouk, původem ze štýrského Selzthalu. Její manžel Gerard Maria Berkhout (1890–1922) se narodil v Bandungu na ostrově Jáva v tehdejší Nizozemské východní Indii (dnešní Indonésie), která byla v té době holandskou královskou kolonií. Otec Gerarda Berkhouta Dirk Albertus Berkhout zde působil jako inženýr a zeměměřič. Po studiích se Gerard Berkhout stal lesním inženýrem a byl zaměstnán jako koloniální úředník ve funkci provinčního lesmistra. Okolnosti Gerardova seznámení s Leocadií, v rodině a mezi přáteli známou jako Adi, nejsou zcela jisté. Jejich sňatek však ve své době představoval určitý církevně-politický problém. Leocadia byla katolička a Gerard pocházel z významné rodiny holandských evangelíků (řada jeho příbuzných byla dokonce evangelickými pastory). Jejich svatba navíc proběhla roku 1914, krátce po vypuknutí První světové války (1914–1918). Leocadia, disponující Rakousko-Uherským občanství (s českými kořeny), byla občankou válčícího státu a Gerard občanem neutrálního Nizozemska. Novomanželům se však podařilo tyto obtíže překonat a z pozdějších materiálů úředního charakteru je patrné, že Leocadia přijala nizozemské občanství a konvertovala po vzoru svého manžela k holandským evangelíkům.
Stejného vyznání i občanství jako oba rodiče pak byly i všechny čtyři děti, které se Berkhoutovým na Jávě narodily. Gerard Berkhout však roku 1922 ve městě Tanjung Pinang záhy umírá a Leocadia se rozhodne pro návrat zpět do Evropy. Zůstává nejasné, proč se v létě roku 1925 rozhodla s dětmi usadit právě v Kadani v tehdejším Československu, kde z dědictví po svém manželovi nechala naprojektovat a vystavět Villu Berkhout. Některé z dětí získaly středoškolské vzdělání na kadaňském gymnáziu. Nejstarší z potomků Leocadie a Gerarda Berkhoutových Emilie Marie Anna (*1916), která se narodila ve městě Kertosono na Jávě, na počátku čtyřicátých let v průběhu Druhé světové války často jezdila ke svým příbuzným do Němci okupovaného Nizozemska do Arnhemu v Gelderlandu. Její mladší bratr Hubert (*1918), rovněž narozený v Kertosonu, se vyučil automechanikem. Mezi lety 1938 a 1939 pobýval u příbuzných v nizozemském Driebergenu u Utrechtu, na dobu několika měsíců pak ještě roku 1939 žil v Kadani a od srpna 1939 se usadil v Düsseldorfu. Jejich sestra Sonja (*1920), také rodačka z jávského města Kertsono, byla během války evidována pobytem v Kadani, ale také v braniborském městě Neuruppin a v Berlíně, kde byla zřejmě jako cizinka tzv. nuceně nasazená. Stejný osud potkal i nejmladší dceru Gerardu (*1923), narozenou v Malangu na Jávě. Gerarda je za války střídavě doložena v Kadani, Neuruppinu, Berlíně a Blansku u Brna.
Kromě syna Harolda se po skončení války sešla Leocadia Berkhout v Kadani se všemi svými dětmi. Ačkoliv se na ně nevztahovaly zákony o konfiskaci tzv. německého majetku, byla jim Villa Berkhout nespravedlivě zkonfiskována obnovenými československými úřady a v srpnu 1945 byla rodina vypovězena z Kadaně a Československa.